# Friedrich Wilhelm Ritschl
Pour les articles homonymes, voir Ritschl.
Friedrich Wilhelm Ritschl (né le 6 avril 1806 à Großvargula (Royaume de Prusse); † 9 novembre 1876 à Leipzig) est un philologue allemand qui fut successivement professeur à Halle (1829–1833), Breslau (1833–1839), Bonn (1839–1865) et Leipzig (1865–1876). Il est considéré comme l'inspirateur de l’École philologique de Bonn, qui fit de la critique textuelle la discipline privilégiée de l'étude des langues classiques.
Friedrich Ritschl étudie les formes régulières du latin archaïque ; il a composé d'innombrables essais sur les langues anciennes (leur grammaire et leur morphologie historique), la culture et la littérature grecque et latine.

## Biographie
Friedrich Ritschl est le fils d'un pasteur de Thuringe. Ses ancêtres étaient issus d'une dynastie de chevaliers de Bohême, les Ritschl von Hartenbach (de). Le jeune Ritschl fréquenta les lycées d’Erfurt et de Wittemberg, puis à partir de 1825 étudia la philologie à l’Université de Leipzig, où il devint membre de la confrérie Corps Lusatia. En 1826, il partit poursuivre ses études à Halle, où il soutint sa thèse en 1829 et où il enseigna pendant quatre ans. À seulement 27 ans, on lui proposa une chaire à l’université de Breslau. Un long voyage d'étude en Italie (1836–37) exerça sur lui une influence décisive : il lui permit de réaliser que par delà la philologie, il fallait retrouver la culture, l'art et la langue des Anciens. Au printemps 1839 il rejoignait l’université de Bonn.
Là, il allait enseigner les langues anciennes pendant 26 années. Par ses connaissances, il dominait la faculté de lettres, dont il était le directeur en titre avec Friedrich Gottlieb Welcker. Il succéda d'ailleurs en 1854 à Welcker en tant que directeur de la bibliothèque universitaire et jusqu'en 1861 dirigea avec Otto Jahn le Musée Académique des Beaux-Arts. L'excellente réputation de son séminaire attirait des étudiants toujours plus nombreux, dont quelques-uns deviendront par la suite d'éminents érudits. En 1868, Ritschl fut élu à l’Académie américaine des arts et des sciences.
Parmi ses plus brillants étudiants à Bonn et à Leipzig, il y a lieu de mentionner entre autres Georg Curtius, Wilhelm Ihne, Emil Jungmann (de), Karl Heinrich Keck, Heinrich Stürenburg (de), August Schleicher, Diederich Volkmann (de), Jacob Bernays, Otto Ribbeck (de), Ottokar Lorenz (de), Johannes Vahlen (de), Wolfgang Hubner, Franz Bücheler, Otto Benndorf, Ernst Windisch, Fiodor Michtchenko. Son désaccord avec Otto Jahn, resté dans les annales de l'université comme la « Querelle des philologues » (Bonner Philologenkrieg), le poussa à quitter la ville prussienne de Bonn : il accepta en 1865 la chaire que lui offrait le Royaume de Saxe à l’Université de Leipzig. Son disciple le plus illustre, que ce soit à Bonn ou à Leipzig, était Friedrich Nietzsche, dont il favorisa la carrière académique et pour lequel il obtint l'octroi de la chaire de philologie de Bâle. Friedrich Ritschl enseigna jusqu'en 1875 à Leipzig et mourut dans cette ville à l'âge de 70 ans.
Ses héritiers firent don en 1878 à la Bibliothèque de l'université de Cambridge de sa collection de 6 000 essais autographes, consacrés à tous les aspects des civilisations gréco-romaines : cette collection en forme désormais le fonds Ritschl.

## Œuvres
- Die Alexandrinischen Bibliotheken unter den ersten Ptolemäern und die Sammlung der Homerischen Gedichte durch Pisistratus nach Anleitung eines plautischen Scholions; Breslau 1838
- Priscae Latinitatis monumenta epigraphica. Tabulae Lithographicae; 1862; réimpr. 1968  (ISBN 3-11-001417-3)
- Priscae Latinitatis epigraphicae supplementa quinque; 1862–1864; Nachdruck 1970  (ISBN 3-11-001423-8)
- (en coll. avec Alfred Fleckeisen (de)) Opuscula philologica; 5 vol., 1867–1879
- Plaute; 4 vol., 1871–1894
- Éditeur du Rheinisches Museum für Philologie. Zeitschrift für klassische Philologie [de 1842–1869], J. D. Sauerländer´s Verlag, Francfort-sur-le-Main